# Kurt Hübner
Kurt Hübner (30 de octubre de 1916 - 21 de agosto de 2007) fue un actor y director teatral alemán. El trabajo de Hübner a lo largo de sus once años de permanencia en Bremen entre 1962 y 1973 le convirtió en uno de los artistas teatrales más influyentes de la República Federal de Alemania.

## Biografía

### Inicios
Nacido en Hamburgo, Alemania, tras graduarse en la escuela secundaria (título Abitur) en el año 1938, estudió actuación en el Deutsches Theater de Berlín. Finalizada la Segunda  Guerra Mundial trabajó en Radio Hamburg como locutor y reportero, y en 1947 llegó al Deutsches Schauspielhaus de Hamburgo como ayudante de dirección. Ese año debutó como director en el Landestheater de Hannover. También trabajó en Gotinga, Ingolstadt y Friburgo de Brisgovia como actor y director, y entre 1953 y 1955 trabajó en producciones de radioteatro para Süddeutscher Rundfunk en Stuttgart. En el año 1955 tuvo funciones de director en el Landesbühne de Hannover. Ese mismo año se mudó al Staatstheater de Stuttgart, ofreciéndosele en 1959 la dirección del Theater Ulmer.

### Gerente teatral
Hübner fue uno de los directores teatarles más importantes de Alemania, siendo creador de un espacio para los grandes talentos teatrales. A finales de los años 1950, como director artístico del Theater Ulmer, dio al director Peter Zadek la oportunidad de llevar a cabo su primer trabajo importante, comenzando así la colaboración entre Zadek y el diseñador de escenarios Wilfried Minks. La actriz Hannelore Hoger empezó su carrera en Ulm bajo la dirección de Hübner, y Peter Palitzsch organizó obras de Bertolt Brecht cuando el comunista Brecht era mal visto en Alemania Occidental.

#### Bremen
En 1962 Hübner se trasladó al Bremer Theater, donde permaneció como director artístico hasta el año 1973 y, con su habilidad para captar jóvenes talentos, creó el más importante teatro innovador de la década de 1960. Zadek, Minks y Palitzsch lo siguieron desde Ulm, creando los cuatro el famoso «estilo Bremen». Sus once años en Bremen tuvieron influencia más allá de las fronteras de Alemania. En los años 1960 comenzaron su carrera en ese teatro directores como Peter Stein, Alfred Kirchner, Klaus Michael Grüber, Hans Neuenfels, Johannes Schaaf y Rainer Werner Fassbinder, y actores como Bruno Ganz, Jutta Lampe, Edith Clever, Rosel Zech, Traugott Buhre, Rolf Becker y Vadim Glowna. Peter Stein y sus actores crearon las bases para la fundación del berlinés Schaubühne am Lehniner Platz. Entre los diseñadores de escena y vestuario que iniciaron su trayectoria en Bremen figuran Karl-Ernst Herrmann, Jürgen Rose y Erich Wonder.

#### Berlín Oeste
El teatro de Hübner era demasiado beligerante para los responsables políticos de Bremen, con lo cual aparecieron tensiones que obligaron a Hübner a renunciar a la temporada 1973/1974. Aunque obtuvo 7.000 firmas en su apoyo, ya no fue posible hacerle cambiar la decisión, que Hübner después lamentó, pues ahora ninguna ciudad estaba dispuesta a ofrecerle un teatro bajo su dirección. Sin embargo, sí pudo trabajar en el Theater der Freien Volksbühne de Berlín Oeste, donde fue director artístico entre 1973 y 1986. Disponía de un bajo presupuesto, y se acabó su promoción de nuevos talentos, pero todavía hizo algunas producciones excelentes, como la puesta en escena de Klaus Michael Grüber de la obra Fausto, con Bernhard Minetti, o la de Thomas Schulte-Michels sobre la pieza de Peter Weiss La indagación. 

### Últimos años
A partir del año 1986 Kurt Hübner trabajó como director independiente y, sobre todo, como profesor teatral.
En 1989 volvió a Bremen y trabajó en la comedia El mercader de Venecia. También colaboró en la legendaria puesta en escena que Klaus Michael Grüber llevó a cabo con la obra de Luigi Pirandello "Seis personajes en busca de autor", y en 1990 interpretó al director general de Deutsche Röhren AG en el film Pappa ante portas, de Loriot. Bajo la dirección de Luc Bondy también actuó en la obra de Ödön von Horvath "Figaro lässt sich scheidenKurt ", representada en el Theater in der Josefstadt de Viena.
Kurt Hübner falleció a los 90 años de edad, el 21 de agosto de 2007, en Múnich, Alemania. En su memoria se otorgan el Premio Kurt Hübner y el Premio a la mejor dirección Kurt Hübner, que concede la Academia Alemana de Artes Escénicas.

## Filmografía (selección)
- 1968 : Sir Roger Casement (serie TV)
- 1969 : Ich bin ein Elefant, Madame
- 1977 : Aus einem deutschen Leben
- 1979 : Der ganz normale Wahnsinn (serie TV, un episodio)
- 1990 : Wer zu spät kommt – Das Politbüro erlebt die deutsche Revolution (telefilm)
- 1991 : Pappa ante portas
- 1994 : Polizeiruf 110 (serie TV), episodio Gespenster
- 1994 : Zwei Brüder (serie TV, un episodio)
- 1995 : Immenhof (serie TV, cuatro episodios)
- 1997 : Der Fahnder (serie TV, un episodio)

## Premios
Hübner recibió en 2005 el ITI-Premio Día Mundial del Teatro. El Instituto Internacional del Teatro (ITI) honra el trabajo de su vida como director y actor. El premio, otorgado desde el año 1984, honra a las personalidades de la escena teatral en lengua alemana cuyo trabajo trasciende las fronteras nacionales. Otros ganadores fueron George Tabori, Pina Bausch, Thomas Langhoff y Frank Castorf.
- 1991 : Premio Fritz Kortner
- 2000 : Premio Peter Weiss de la ciudad de Bochum
- 2005 : ITI-Premio Día Mundial del Teatro 2005